# 哈尔滨铁路公安局
哈尔滨铁路公安局是主管哈尔滨铁路局辖区公共安全工作的黑龙江省公安厅直属机构，是哈尔滨铁路局辖区公安机关人民警察的领导和指挥机关。

## 沿革
哈尔滨铁路公安局最早可追溯到1977年由交通部重新分设铁道部后的哈尔滨铁路局公安处。1987年2月，哈尔滨铁路局公安处改名为铁路公安处（去掉了“局”字）。1990年1月1日起，哈尔滨铁路公安处升级为哈尔滨铁路公安局，列入所在省公安厅序列。哈尔滨铁路公安局隶属于黑龙江省公安厅，日常党务工作接受哈尔滨铁路局及铁路公安局双重领导。

## 机构设置
- 哈尔滨铁路公安处
- 齐齐哈尔铁路公安处
- 牡丹江铁路公安处
- 佳木斯铁路公安处
- 海拉尔铁路公安处
- 满洲里口岸公安支队
- 绥芬河口岸公安支队[2]
- 警犬繁育训练支队（基地）

## 历史
2008年10月11日发生哈尔滨警察打死人事件，也称哈尔滨6警察打死人事件。
2015年5月2日庆安站发生庆安火车站枪击事件

## 建筑
南岗区红军街108号是哈尔滨市保护建筑